# ジェントリフィケーション

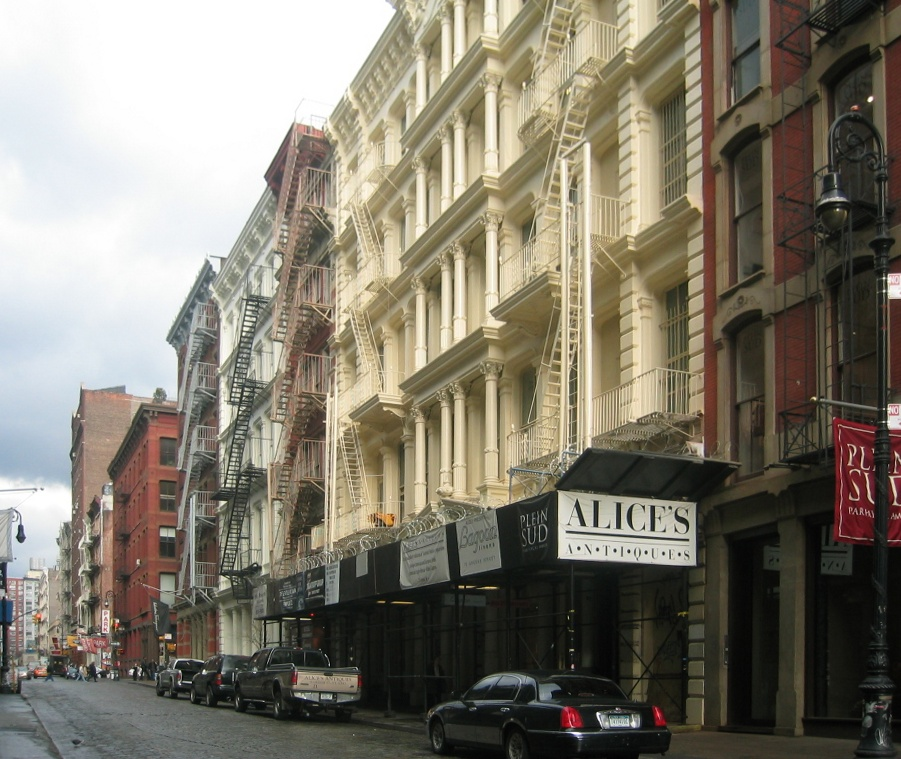
ニューヨーク・ソーホーでかつて倉庫や工場に使われていたキャストアイアン建築。都心の廃屋となっていたが、1950年代以降の画家・ミュージシャン・詩人などの流入でカウンターカルチャーの中心地となった。彼らの文化やボヘミアニズムにあこがれたヤッピーなど若い富裕層の流入で高級アパートや高級レストランが増え家賃が上がり、1980年代以降高級住宅地と化し古くからの住民も芸術家も転出を余儀なくされた。

ジェントリフィケーション（英語: gentrification）とは、地域における居住者の階層の上位化とともに、建物の改修やクリアランス（都市再開発）の結果としての居住空間の質の向上が進行する現象のことである。

## 経緯
ジェントリフィケーションはロンドンで初めて確認され、1964年にルース・グラスにより初めて言及された。その地域では居住者の階層が労働者階級から中間階級に移行するとともに、伝統建築物の価値上昇や、粗末な住宅の高級な住宅への建て替えなどが起こっていた。
ジェントリフィケーションという用語名は、イギリスにおいて環境悪化の影響で都心から転出していたジェントルマンが再転入したことに由来する。日本では「紳士化」と和訳されたこともあった。
その後世界中の都市でジェントリフィケーションが発生していった。

## 影響
1970年代ではインナーシティの再生と言われ、ジェントリフィケーションに対する期待も高かった。富裕層や経済活動が郊外移転していた先進国の大都市中心部では低所得者、高齢者、移民が集中していたことから、ジェントリフィケーションに伴う都心回帰の結果、都心部の人口のバランスの改善や地域の再活性化が起こった。しかし、問題点として立ち退きがあり、特に低所得者や高齢者などがその対象となった。ジェントリフィケーションに伴う家賃上昇の結果、居住環境の悪い場所への転居を余儀なくされ、地域コミュニティの崩壊やホームレスの発生を引き起こすこともある。

## 原因
ジェントリフィケーションの発生原因には多くの議論が存在する。1970年代以降に議論が進められてきたが、はじめは新中間階級の都心回帰を主張するデイヴィッド・レイと、地代格差論を主張するニール・スミスを中心に行われていた。2018年時点でも定説は存在せず、ジェントリフィケーション研究においては各地域の事情を考慮して分析することが重要とされる。

### 新中間階級の都心回帰

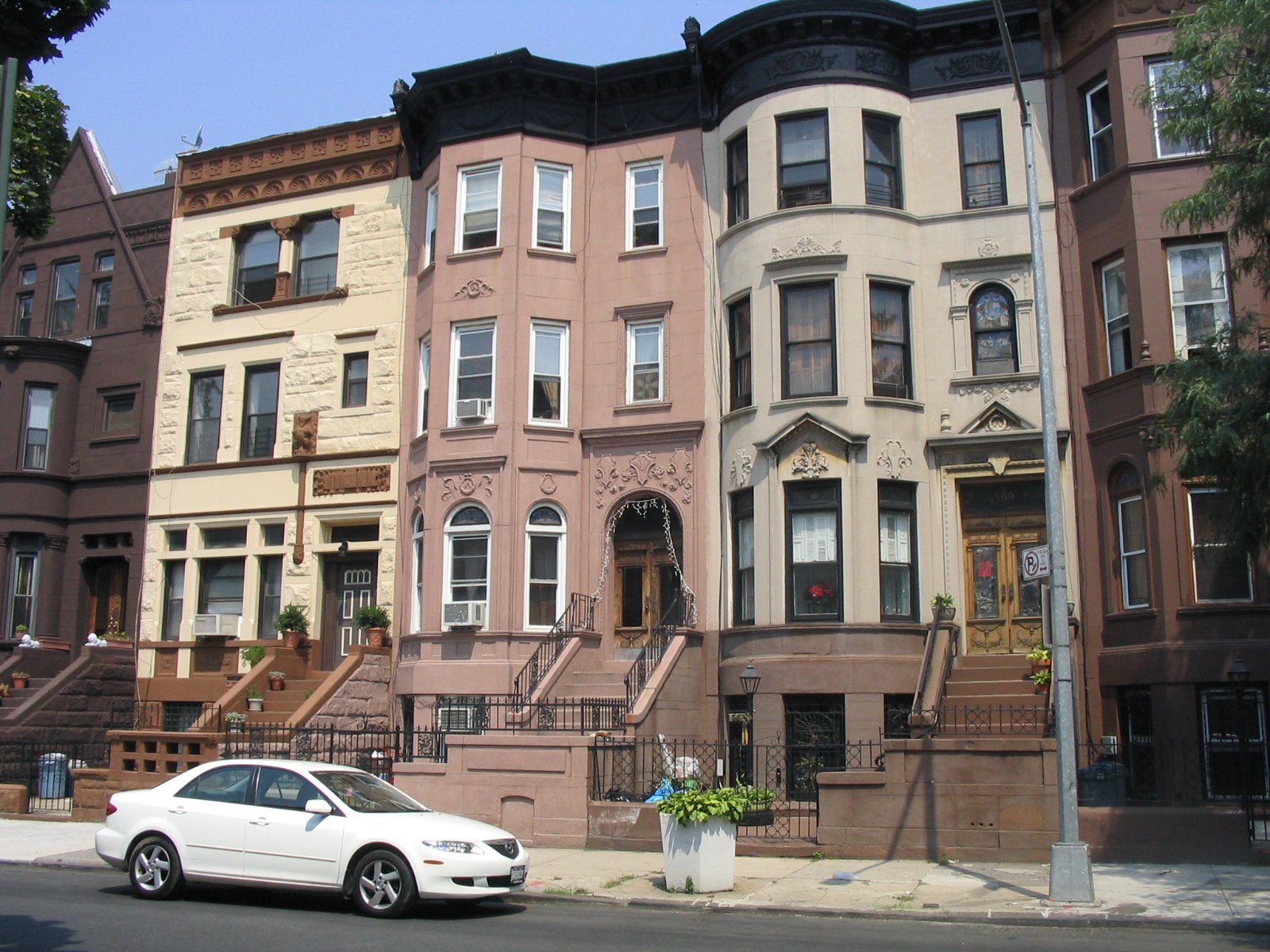
ニューヨーク・ブルックリンのベッドフォード＝スタイベサント地区の改装された歴史的建造物の住宅。同地区はアメリカでも最大級のアフリカ系アメリカ人居住地区だが、ジェントリフィケーションとともに裕福な他の人種が増え、地区のアイデンティティが揺らいでいる

新中間階級の都心回帰では、今まで郊外に居住していた新中間階級がインナーシティの伝統的な建築物を再評価し、現代的な建築物に改修しつつ環境を改善し、居住していく動向が発生原因とされる。このとき、新中間階級がジェントリファイヤーとなっている。この理論は、デイヴィッド・レイなどが主張している。

### 地代格差論
地代格差論（rent gap theory）によると、地代が低下したインナーシティにおいて開発を行い利潤を得ようとする動向が発生原因とされる。インナーシティでの環境低下により次第に資本化地代（capitalized ground rent）が低下していくが、これにより、最適な土地利用がなされたときの地代、すなわち潜在的地代（potential ground rent）との差異が拡大し、地代格差が形成される。こののち、利潤率が高くリスクが低い状況として金融資本の投資先として選定されていくことで、地上げを介してジェントリフィケーションが発生すると説明される。この理論はニール・スミスが主張した。
地代格差論には支持意見や批判が多く存在する。例えば、レイによる、カナダの都市では地代格差論による説明は不適切であることの指摘、クリス・ハムネット（Chris Hamnett）ほかによる、ロンドン市バーンズブリーにおけるジェントリフィケーションにおける価値格差説（value gap theory）の提示、ロレッタ・リーズによる、イギリスではアメリカ合衆国と比較して土地の価格が建物の価格よりも影響力が小さいことから価値格差説のほうが説明のうえで適切という主張が存在する。

## 形態の変化
2000年代以降、ジェントリフィケーションの形態が変化し、新築のジェントリフィケーション、商業のジェントリフィケーション、観光のジェントリフィケーションが発生するようになってきた。

### 新築のジェントリフィケーション
既存住宅の改修に限らず、既存住宅の建て替えを伴う再開発に関してもジェントリフィケーションに含まれるようになってきた。新築のジェントリフィケーション（new-build gentrification）は、新たに高級な住宅や商業施設を建設する場合のジェントリフィケーションのことを指す。新築のジェントリフィケーションは2000年代にロンドンのテムズ川沿いで発生し、これが最初の報告とされる。
新築のジェントリフィケーションにおいては直接的な立ち退きは発生しない。しかし、高所得者の転入の結果、周辺住民との所得格差が拡大したことで、低所得者向けの商店の喪失や住宅供給不足などが発生する形で間接的な立ち退きが進行する。
日本では、2002年以降の都市再生政策の結果、東京都心部・湾岸部において超高層住宅の建設が進行し、新築のジェントリフィケーションがみられている。

### 商業のジェントリフィケーション
商業のジェントリフィケーション（commercial gentrification）とは、土地利用が宅地から商業地に変化する場合のジェントリフィケーションである。商業のジェントリフィケーションにより、ジェントリファイヤーの消費ニーズを満たせるが、既存の低所得者に対しては排除的な空間にも変化し得る。

### 観光のジェントリフィケーション
観光のジェントリフィケーション（tourism gentrification）とは、観光地におけるジェントリフィケーションである。当該地域では富裕となるが、一方で排除的な空間にもなる。

## 研究動向
ジェントリフィケーションは、地理学に限らず多くの学問分野で研究が蓄積されている。2011年時点でのScopusの検索結果によると、当初は地理学での研究事例が多かったが、21世紀になると都市学などでの研究が増加していった。この背景として、都市再生政策の影響を検証する研究の増加が挙げられる。
また、研究対象地域も欧米都市に限らず、東ヨーロッパや東アジアなどの都市にも拡大している。